# Joakim Ryan
Joakim Ryan, född 17 juni 1993 i Rumson, New Jersey, är en svensk-amerikansk professionell ishockeyspelare som spelar för Malmö Redhawks i SHL.
Han har tidigare spelat på NHL-nivå för Los Angeles Kings,  San Jose Sharks, Carolina Hurricanes och på lägre nivåer för San Jose Barracuda,  Worcester Sharks och Chicago Wolves i AHL.

## Privatliv
Christer Mannerberg är son till den före detta professionella tennisspelaren Catarina Lindqvist.